# Souméras
Souméras ist eine südwestfranzösische Gemeinde mit 374 Einwohnern (Stand: 1. Januar 2022) im Département Charente-Maritime in der Region Nouvelle-Aquitaine (vor 2016 Poitou-Charentes). Sie gehört zum Arrondissement Jonzac und zum Kanton Les Trois Monts. Die Einwohner werden Souméracais genannt.

## Lage
Souméras liegt im Süden der Saintonge etwa 52 Kilometer nordnordöstlich von Bordeaux. Umgeben wird Souméras von den Nachbargemeinden Chamouillac im Westen und Norden, Coux im Norden und Nordosten, Montendre im Osten sowie Val-de-Livenne im Süden und Südwesten.

## Bevölkerungsentwicklung
| Jahr                       | 1962 | 1968 | 1975 | 1982 | 1990 | 1999 | 2006 | 2019 |
| Einwohner                  | 324  | 277  | 297  | 333  | 314  | 291  | 327  | 365  |
| Quellen: Cassini und INSEE |      |      |      |      |      |      |      |      |